# The Magnificent Seven (canción)
«The Magnificent Seven» es una canción y el tercer sencillo del álbum Sandinista! de la banda punk The Clash.

## Estilo y letras
«The Magnificent Seven» fue probablemente el primer sencillo de  rap publicado por una banda de intérpretes blancos. La creciente importancia de la escena hip-hop en Nueva York, donde The Clash había tocado recientemente, fue el factor que inspiró al grupo a experimentar su característica diversidad musical en ese género.
La letra de la canción aborda la misma temática que el clásico "Career Opportunities" del álbum debut del grupo y no guarda relación alguna con la película del mismo nombre. La pesadez de la vida laboral y la insensatez de la sociedad de consumo son las críticas que enuncia Joe Strummer en la canción. Hacia el final, el tema sitúa a algunas figuras históricas como Marx, Engels, Martin Luther King, Māhatma Gandhi, Richard Nixon, Platón y Sócrates en la sociedad americana del momento.  Una de las últimas frases enunciada en la canción, "vacuum cleaner sucks up budgie" (en español: "aspiradora aspira periquito"), fue, según Joe Strummer, un título del periódico News of the World que leyó mientras mezclaba el álbum y le llamó la atención de manera tal que lo agregó a último momento.

## Historia
La canción fue grabada en abril de 1980 con Norman Watt-Roy, miembro de The Blockheads, en bajo, reemplazando a Paul Simonon que estaba ocupado actuando en una película, por lo cual no participó de las primeras sesiones de grabación para Sandinista!. Al igual que en el otro tema rap del álbum, "Lightning Strikes (Not Once But Twice)", la banda grabó primero la sección instrumental y luego Strummer escribió la letra.
A pesar de que el tema no logró mayor éxito en las listas estadounidenses y británicas fue muy popular en la escena underground, como también lo fueron los remixes "The Magnificent Dance" y el no oficial "Dirty Harry" que ha sido lanzado en varios bootlegs posteriores del grupo y en el box set Clash on Broadway.